# Erwin Born
Erwin Born (* 19. April 1914; † 11. Januar 2011) war ein deutscher Dirigent.

## Leben
Born war Kapellmeister am Staatstheater Kassel. 1970 ging er für acht Jahre als Gastprofessor an die Hochschule der Künste Tokio. Später war er Hochschullehrer für Dirigieren, Chor- und Orchesterausbildung in München.

## Ehrungen
- 1978: Verdienstkreuz 1. Klasse der Bundesrepublik Deutschland[3]